# Punt (Geel)
Punt, ook Het Punt of Geel-Punt genoemd, is een plaats in de stad Geel, in de Belgische provincie Antwerpen. Het is tevens de parochie Sint-Gerebernus van de stad Geel.
Het dorpje is betrekkelijk recent ontstaan, op een driesprong van hoofdwegen nabij de oever van het Albertkanaal, waarlangs zich bedrijventerreinen uitstrekken.

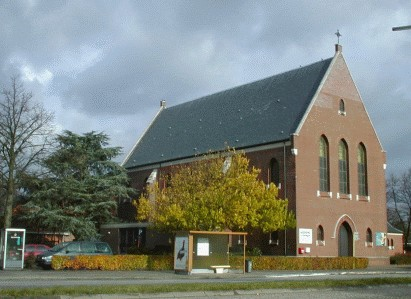
Sint-Gerebernuskerk

De parochie Sint-Gerebernus werd opgericht op 1 juli 1942, met als eerste pastoor Clemens Lievens die in 1960 werd opgevolgd door Gustaaf Geuns. Van 1970 tot 30 juni 2001 was Jos Versmissen de pastoor. Sinds 10 november 2001 was Jan Mertens de eerste niet-inwonende pastoor. Hij werd opgevolgd op 1 juli 2007 door de pastores Paul Renders en Bart Rombouts. Op 1 december 2010 verliet eerst Paul Renders de parochie en kort daarna op 9 januari 2011 was het de beurt aan Bart Rombouts om te vertrekken. Op zondag 16 december 2012 werd tijdens een viering in de kerk van Geel Elsum een nieuw pastoresploeg aangesteld voor de ganse federatie bestaande uit de 12 parochies in Geel. Dirk Van den Broeck werd toen pastoor voor Geel Punt. Op zondag 19 september 2021 ging de laatste eucharistieviering in de Sint-Gerebernuskerk door. De parochies van Punt, Larum en Elsum werden gefuseerd tot de parochie Sint-Franciscus van Assisi in Elsum. Een nieuwe bestemming voor de parochiekerk was anno 2021 nog niet gekend.
Voor het grootste gedeelte ligt de parochie op Geels grondgebied: een 1500 mensen wonen in een 650-tal Geelse huizen. Tel daarbij een 60-tal parochianen, die wonen op het grondgebied van Westerlo, en zo komen we aan een 1560-tal Puntenaars.
De patroonheilige van de parochie is Sint-Gerebernus, een priester die Sint Dymphna vergezelde op haar vlucht uit Ierland en die, samen met haar, in Geel de marteldood stierf in het jaar 600.

## Bezienswaardigheden
- De Molen van 't Roosje
- De Sint-Gerebernuskerk

## Nabijgelegen kernen
Zammel, Oevel, Onze-Lieve-Vrouw-Olen, Larum, Geel-Centrum, Stelen